# Awen Odpękniętych Nacieków
Awen Odpękniętych Nacieków – jaskinia w Dolinie Lejowej w Tatrach Zachodnich. Ma dwa otwory wejściowe znajdujące się w północnym zboczu Kominiarskiego Wierchu, na wschód od Jaskini Mechatej i Suchego Biwaku, na wysokościach 1708 i 1717 metrów n.p.m. Długość jaskini wynosi 13 metrów, a jej deniwelacja 9 metrów.

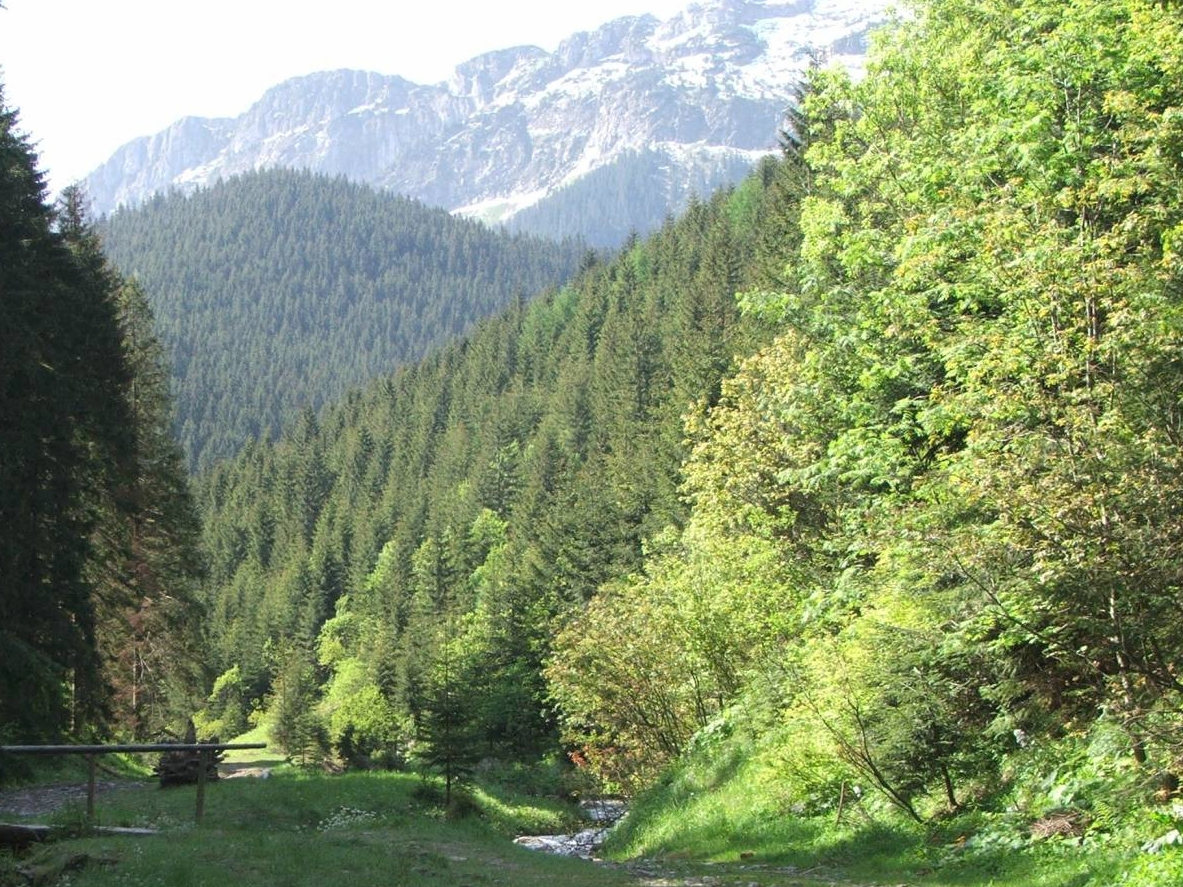
Dolina Lejowa. W głębi północne zbocza Kominiarskiego Wierchu

## Opis jaskini
Jaskinię stanowi 4-metrowa studnia, z której dna odchodzi w dół 2-metrowy korytarzyk do dolnego otworu. Górny otwór jest natomiast wejściem do studni. 

## Przyroda
Nazwa jaskini wzięła się stąd, że na jej ścianach znajdują się wietrzejące nacieki. Również namulisko składa się m.in. z potrzaskanych szczątków nacieków. Okruchów polew naciekowych nie brakuje również w dolnym otworze.

## Historia odkryć
Jaskinię odkryli w 1966 roku członkowie Sekcji Grotołazów AKT Poznań.